# Christian Nauheimer
Christian Nauheimer (* 12. November 1965 in Frankfurt am Main) ist ein deutscher Filmeditor.

## Biografie
Nauheimer war 1996 für sechs Folgen der 1995 gestarteten deutschen Actionserie Alarm für Cobra 11 – Die Autobahnpolizei tätig, in der wilde Verfolgungsjagden, Schusswechsel, Explosionen und Faustkämpfe, die aufwändig produziert und spektakulär in Szene gesetzt werden, Teil fast jeder Folge sind. Daran schlossen sich weitere Aufgaben für Fernsehproduktionen an.
2001 war er als Editor für das in New York gedrehte romantische Kriminaldrama Love the Hard Way – Atemlos in New York zuständig. Der Film wurde auf diversen Filmfestivals vorgestellt und mit zahlreichen Auszeichnungen bedacht. In der Hauptrolle agiert Adrien Brody. Für den 2003 erschienenen Thriller Die Datsche mit Catherine Flemming, Michael Kind und Uwe Kockisch war Nauheimer ebenfalls tätig. Auch für den 2005 erschienen Kinofilm Polly Blue Eyes von Tomy Wigand mit Susanne Bormann, Matthias Schweighöfer und Meret Becker stand er am Schnittplatz. Mit Wigand arbeitete Nauheimer im Jahr darauf erneut zusammen, diesmal für den Kinderfilm TKKG – Das Geheimnis um die rätselhafte Mind-Machine mit Jannis Niewöhner als Tim, Jonathan Dümcke als Karl, Lukas Eichhammer als Klößchen und Svea Bein als Gaby. 2008 arbeitete er mit Vivian Naefe in dem Jugendfilm Die Wilden Hühner und das Leben zusammen. Auch für den fantasievollen Familienfilm Als der Weihnachtsmann vom Himmel fiel von 2011 übernahm Nauheimer den Schnitt.
Für die Krimiserie SOKO München (2014) war Nauheimer in fünf Episoden für den Schnitt zuständig, für die Krankenhausserie Bettys Diagnose (2015) für vier Folgen. Im Zeitraum 2015 bis 2018 war er an vier Verfilmungen nach Inga Lindström beteiligt und im Zeitraum 2016 bis 2018 an sechs Episoden der Krimiserie Der Alte.

## Filmografie (Auswahl)
- 1996: Alarm für Cobra 11 – Die Autobahnpolizei (Fernsehserie, 6 Folgen)
- 1996: Der Clown (Pilotfilm zur Fernsehserie)
- 1998: Twiggy – Liebe auf Diät (Fernsehfilm)
- 1998: Der Clown (Fernsehserie, 3 Folgen)
- 1999: Picknick im Schnee (Fernsehfilm)
- 2000: Fußball ist unser Leben
- 2001: Love the Hard Way – Atemlos in New York
- 2002: Die Datsche
- 2003: Das fliegende Klassenzimmer
- 2004: Jena Paradies
- 2005: Schiller (Fernsehfilm)
- 2005: Polly Blue Eyes
- 2006: TKKG – Das Geheimnis um die rätselhafte Mind-Machine
- 2006: Fünf-Sterne-Kerle inklusive (Fernsehfilm)
- 2008: Willkommen im Westerwald (Fernsehfilm)
- 2009: Die Wilden Hühner und das Leben
- 2010: Krimi.de (Fernsehserie, Folge Netzangriff)
- 2011: Mein eigen Fleisch und Blut (Fernsehfilm)
- 2011: Das große Comeback (Fernsehfilm)
- 2011: Als der Weihnachtsmann vom Himmel fiel
- 2012: Bella Australia (Fernsehfilm)
- 2014: Vier Drillinge sind einer zu viel (Fernsehfilm)
- 2014: Die Mütter-Mafia (Fernsehfilm)
- 2014: SOKO München (Krimiserie, 5 Folgen)
- 2015: Bettys Diagnose (Fernsehserie, 4 Folgen)
- 2015: Der Kotzbrocken (Fernsehfilm)
- 2015: Die Müttermafia-Patin (Fernsehfilm)
- 2015: Inga Lindström: Liebe Deinen Nächsten
- 2016: Die Büffel sind los! (Fernsehfilm)
- 2016–2018: Der Alte (Krimiserie, 6 Folgen)
- 2017: Falsche Siebziger (Fernsehfilm)
- 2017: Inga Lindström: Tanz mit mir
- 2017: Inga Lindström: Verliebt in meinen Chef
- 2018: Inga Lindström: Entscheidung für die Liebe
- 2019: Inga Lindström: Auf der Suche nach dir
- 2020: Inga Lindström: Feuer und Glas
- 2020: Inga Lindström: Liebe verjährt nicht
- 2021: Nie zu spät (Fernsehfilm)
- 2022: Klima retten für Anfänger
- 2025: Marie fängt Feuer: Verschüttet